# Schweizertyska

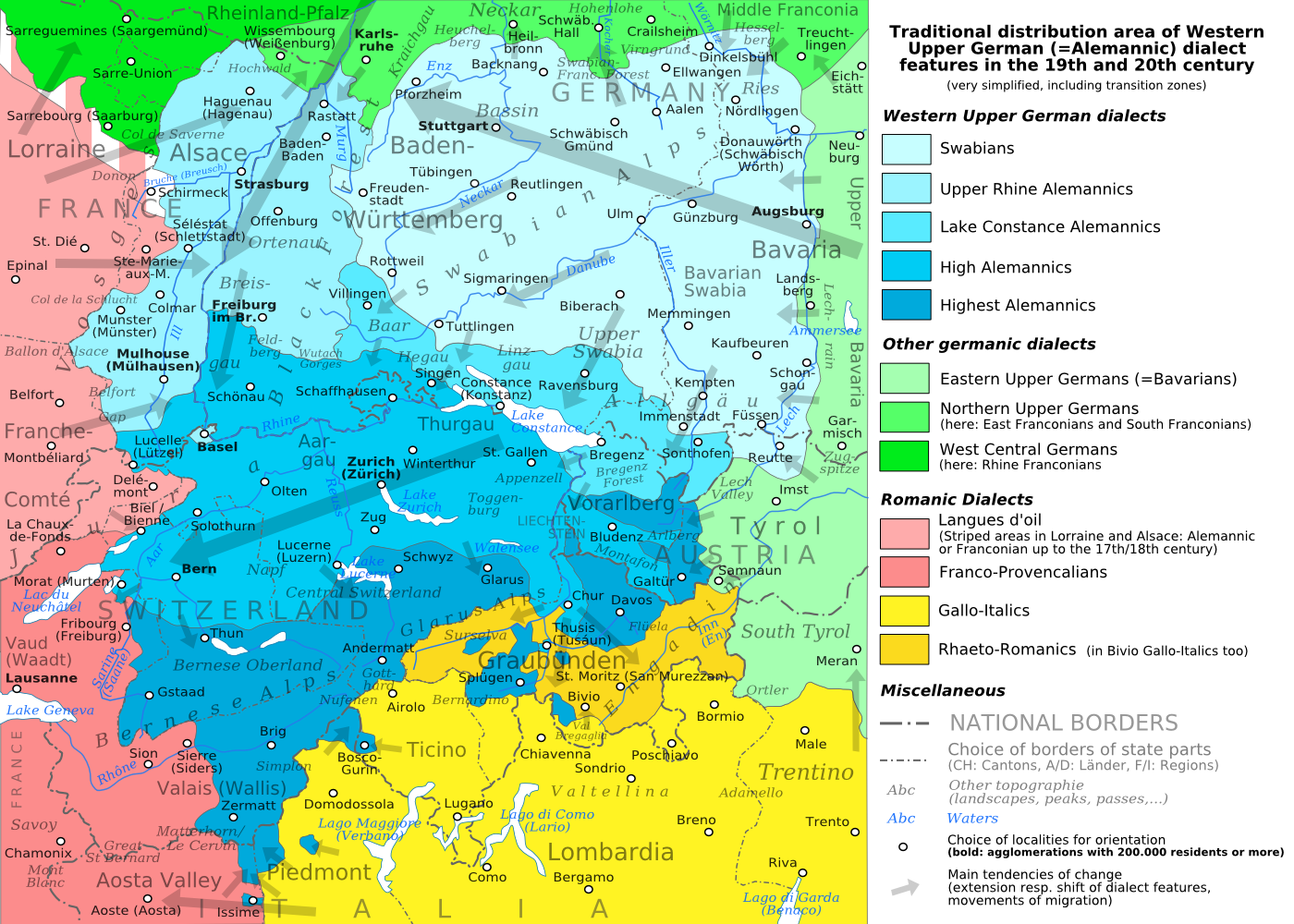
Alemanniskans utbredning.

Schweizertyska (schweizertyska (Zürichdialekt): Schwiizertüütsch, tyska: Schweizerdeutsch) är ett sammanfattande namn på de alemanniska dialekter som talas i Schweiz. Alemanniska talas också i Liechtenstein och Vorarlberg i Österrike samt (i mindre utsträckning) i Baden-Württemberg, västra Bayern i Tyskland, Alsace i Frankrike, och hos Walsersamhället i Italien. Ur en lingvistisk synvinkel finns det inga språkgränser mellan de alemanniska dialekterna av schweizertyska och de andra alemanniska dialekterna.
Schweizertyskan skrivs i utpräglade kultur- och lingvistiksammanhang samt på alemanniska Wikipedia  och för SMS, på Facebook och Youtube m.m. Schweizertyskan saknar dock officiell status, då standardtyska är den officiella tyskan i Schweiz. All formell skrift och stora delar av media sker på standardtyska och dessutom förväntas det talas under lektionstid i alla skolor. Nästan alla i de tysktalande delarna av Schweiz behärskar således standardtyska, även om det inte är alla som gärna pratar det.
Schweizertyska skiljer sig avsevärt från standardtyska; om man ponerar att standardtyska är rikssvenska är Zürichtyska riksdanska och Walsertyska sydjylländska. Även de schweiziska dialekterna skiljer sig markant från varandra, varvid ömsesidig förståelighet inte alltid är självklar.